# St. Jakobus (Fahrenbach)

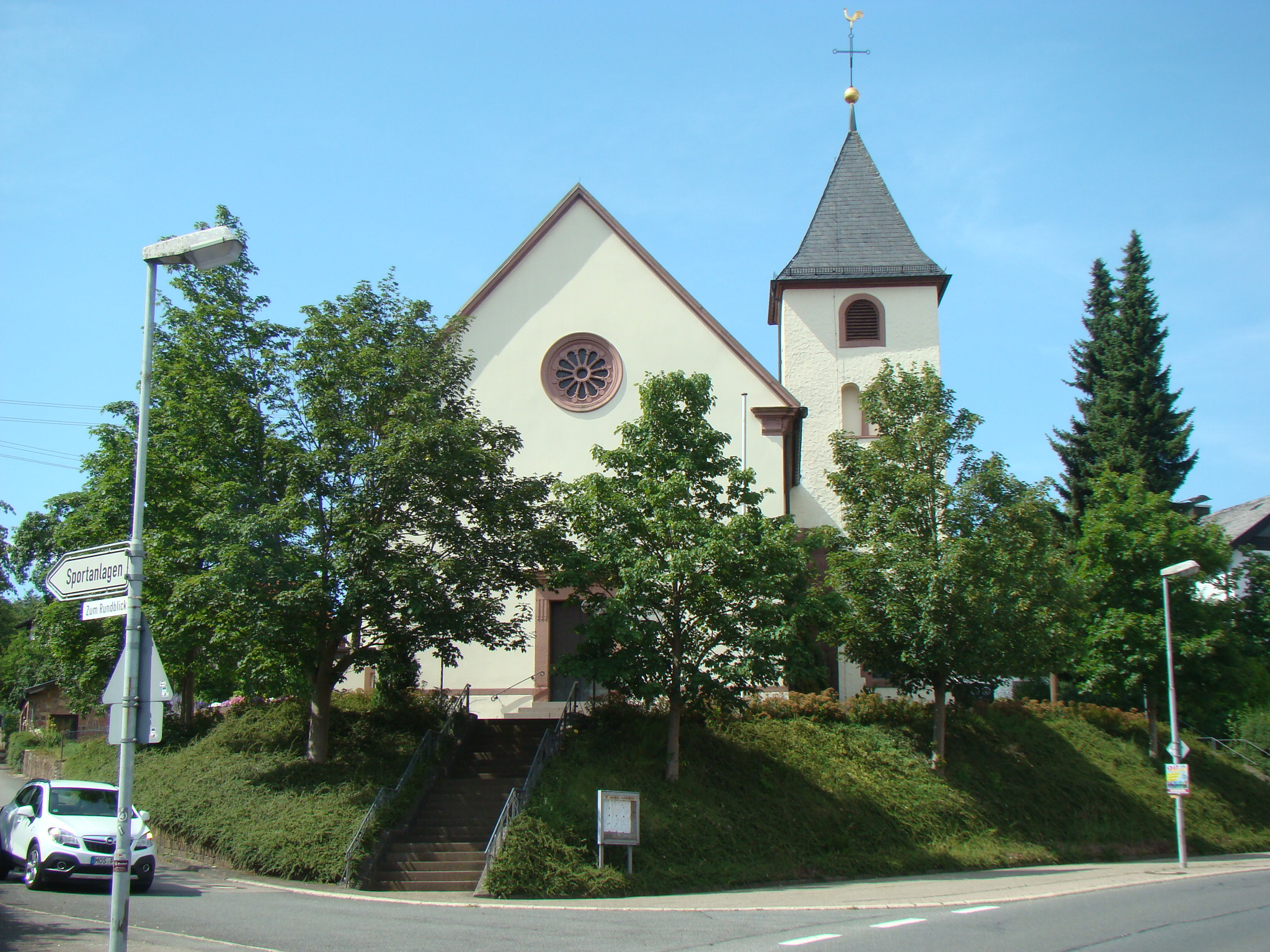
St. Jakobus in Fahrenbach

St. Jakobus ist eine katholische Pfarrkirche in Fahrenbach im Neckar-Odenwald-Kreis. Die Kirche ist die älteste Kirche des Ortes, wurde im 16. Jahrhundert reformiert und kam bei der Pfälzischen Kirchenteilung 1707 an die Katholiken. Die Kirche gehörte lange Zeit zur Pfarrei in Lohrbach, bevor sie 1903 Pfarrkirche für Fahrenbach und die später dorthin eingemeindeten Orte Robern und Trienz wurde.

## Geschichte

Der zur Kapelle hergerichtete Turmsockel ist der älteste Teil der Kirche

Blick durch das Hauptschiff zum Chorbereich

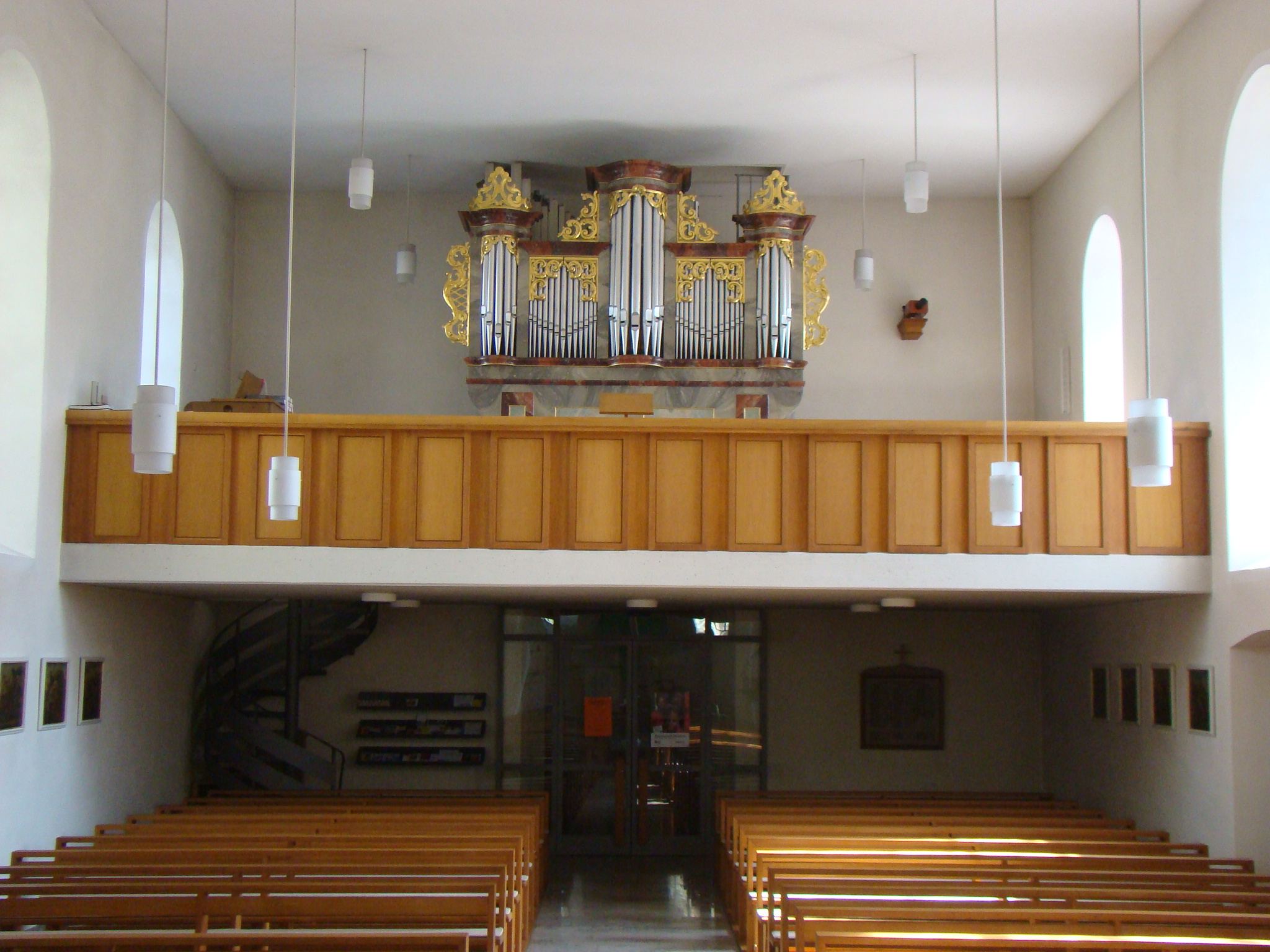
Blick zur Empore

Eine erste Kirche oder Kapelle an dieser Stelle befand sich bereits im Mittelalter. Noch aus dieser Zeit dürfte der Turmsockel der heutigen Kirche stammen. Die Kirche wurde im Lauf der Zeit mehrfach umgebaut.
Fahrenbach war bis 1517 nach Strümpfelbrunn eingepfarrt, wo die Bewohner bis zur Errichtung eines Friedhofs in Fahrenbach auch ihr Begräbnis hatten. Eine Tür mit der Datierung 1517 weist auf einen Umbau in jenem Jahr hin. Danach gehörte Fahrenbach zur Pfarrei in Neckargerach, ab 1527 zur Pfarrei in Lohrbach. Unter den Herren von Hirschhorn wurde der Ort reformiert. Bei der Pfälzischen Kirchenteilung 1707 wurde die Kirche in Lohrbach den Evangeliken, die Kirche in Fahrenbach den Katholiken zugesprochen. Sitz der Pfarrei blieb jedoch vorläufig in Lohrbach, wenngleich dort bis 1764 keine Kirche, sondern nur die Schlosskapelle für Gottesdienste vorhanden war, und wenngleich man auch in Fahrenbach schon im 18. Jahrhundert ein Pfarrhaus für den zwischen den Orten wechselnden Pfarrer erbaute.
1708 musste der Turm weitgehend erneuert werden, weil er sich gesenkt hatte. 1725 fand eine Vergrößerung der alten Kirche statt. 1790 wurde das Kirchenschiff komplett erneuert. Dabei wurde auf die einstige Ostung der Kirche verzichtet und das neue Schiff in Nord-Süd-Richtung erbaut. 1830 erbaute man eine Stützmauer am Kirchberg.
Der katholische Oberstiftungsrat beschloss 1869 die Errichtung einer Pfarrei für die Orte Fahrenbach, Robern und Trienz. Bis zur Umsetzung vergingen aufgrund des Pfarrermangels aber noch über 30 Jahre bis 1903. Unterdessen wurde die Kirche 1898/99 nach Plänen des Erzbischöflichen Bauamts in Heidelberg erweitert, wobei die Kirche einen neuen Chor und ein Querschiff erhielt. Der Turm wurde 1923 durch eine abgeschrägte Stützmauer stabilisiert. Aus Luftschutzgründen wurden 1936 Birken zur Tarnung um die Kirche herum gepflanzt.
Im Ersten Weltkrieg wurde eine Glocke und im Zweiten Weltkrieg die beiden größten Glocken eingeschmolzen. 1952 wurde das Geläut wieder komplettiert.
Eine umfassende Renovierung fand 1962/63 statt, aus dieser Zeit stammt die nordöstlich an die Kirche angebaute Sakristei. Bei der Renovierung wurden die Grundmauern der mittelalterlichen romanischen Kirche aufgefunden. Im Turm vermauert fand man einen Sargdeckel aus dem 12. Jahrhundert. Neue Altäre wurden beschafft und ein neuer Marmorboden verlegt.
Die letzte größere Sanierung mit neuerlichen Stabilisierungsmaßnahmen am Turm erfolgte ab 1989. Die Birken um die Kirche wurden zwischen 1989 und 1991 gefällt, später wurden neue Bäume gepflanzt.